# Veliki Radinci
Veliki Radinci (cyr. Велики Радинци) – wieś w Serbii, w Wojwodinie, w okręgu sremskim, w mieście Sremska Mitrovica. W 2011 roku liczyła 1426 mieszkańców.